# Carl Björling (politiker)
Carl Joel Björling (i riksdagen kallad Björling i Västra Hungvik), född 1 november 1875 i Högeruds socken, Värmland, död 12 januari 1948 i Stockholm, var en svensk lantbrukare och politiker (folkpartist). 
Carl Björling, som kom från en bondefamilj, avlade underofficersexamen 1896 och tjänstgjorde vid Värmlands regemente 1908-1925, från 1918 som fanjunkare. Han var därefter lantbrukare på Västra Hungvik i Högeruds socken, där han också var vice ordförande i kommunalstämman. 
Han var riksdagsledamot i andra kammaren för Värmlands läns valkrets från 1925 till sin död 1948. I riksdagen tillhörde han Frisinnade landsföreningens riksdagsgrupp Frisinnade folkpartiet, från 1935 det återförenade Folkpartiet. Han var bland annat ledamot i första lagutskottet 1940-1946. Som riksdagsledamot engagagerade han sig bland annat i frågor kring försvaret och postväsendet. I riksdagen skrev han 16 egna motioner bland annat om bestämmelserna för postbefordran, skatter och om löner, ekiperingshjälp för officerare och underofficerare samt om organisationen av infanteriet i Karlstad.